# Мусієнко Олена
Олена (Альона) Мусієнко (нар. 15 листопада 1990, Київ, СРСР) — українська модель, акторка, телеведуча.

## Життєпис
Альона Мусієнко народилася 15 листопада 1990 року в м. Київ.
З дитинства захопилась співом і танцями, а також спробувала себе у ролі музиканта (гра на фортепіано).
У 2006 році почала модельну кар'єру в українських агентствах, а також брала участь у показах зарубіжних дизайнерів в Мілані, Парижі та Нью-Йорку.
2009 року закінчила Київський інститут музики ім. Глієра, куди поступила на спеціальність «Академічний спів». Після цього вирішила продовжити навчання у Паризькій Вищій національній консерваторії музики і танцю.
У 2015 році закінчила філософський факультет Київського національного університету ім. Тараса Шевченка (спеціалізація — німецька класична філософія).
У 2011 році брала участь у талант-шоу «Шоу №1» на каналі «Інтер».
У ролі телеведучої розпочала роботу в 2012 році у ранковому шоу «Підйом» на Новому каналі разом з В'ячеславом Соломкою і Олександром Скічком.
За словами Альони:
|  | Це моя перша програма зі щоденними прямими ефірами. Завжди в прямих ефірах щось іде не так, не за планом: чи якийсь сюжет не виходить, чи щось там збивається. Немає другого дубля, знаєш. І рік пропрацювати отак – це величезна школа і величезний досвід. |

На тому ж каналі разом з Михайлом Хомою (Дзідзьо) вела талант-шоу «Співай, якщо зможеш».
Дебютувала у кіно роллю в короткометражці режисера Павла Мартинова «Де коза була» (2012), згодом у фільмі режисера Любомира Левицького «Ломбард» (2013). Після цього отримала від нього ж пропозицію знятися у містичному трилері «Тіні незабутих предків» (2013).
Діюча актриса сучасного театру «Інший». Виконує головні ролі в постановках режисера Антонія Ходаровського. Спектакль «Королеви інстаграм», та фольковий, містичний спектакль «Відьми».

## Сім'я
Альона Мусієнко народилася в багатодітній сім'ї. Має двох старших братів і сестру. Батько Альони економіст за професією, любив музику (помер 11.02.2012), вплинув на бажання доньки займатись співом. Мати — філософ.
26 серпня 2017 року вийшла заміж за брата міністра інфраструктури Володимира Омеляна.
9 жовтня 2018 року народила сина на ім'я Домінік.
4 липня 2022 народила доньку Ізабель.

## Фільмографія
| Рік  |   | Українська назва         | Оригінальна назва | Роль            |
| ---- | - | ------------------------ | ----------------- | --------------- |
| 2012 | ф | «Де коза була»           |                   | головна героїня |
| 2013 | ф | «Ломбард»                |                   |                 |
| 2013 | ф | «Тіні незабутих предків» |                   | Анжела          |